# Eisendorf
Eisendorf település Németországban, Schleswig-Holstein tartományban. Lakosainak száma 279 fő (2023. december 31.).

## Népesség
A település népességének változása:
| Lakosok száma | 151  | 292  | 280  | 278  | 282  | 290  | 279  |
|               | 1975 | 2014 | 2017 | 2019 | 2021 | 2022 | 2023 |